# Nature Biotechnology
Nature Biotechnology, abgekürzt Nat. Biotechnol., ist eine monatlich erscheinende Fachzeitschrift, die von der Nature Publishing Group herausgegeben wird. Die Erstausgabe erschien im März 1983. Die Zeitschrift veröffentlicht Artikel zu aktuellen Themen aus der Biotechnologie (Wissenschaft und Geschäftstätigkeit). Die Themengebiete umfassen u. a. molekulare Veränderungen von Nukleinsäuren und Proteinen, molekulare Therapie, regenerative Medizin, analytische Biotechnologie, angewandte Immunologie, Lebensmittel- und Agrarbiotechnologie und Umweltbiotechnologie.
Der Impact Factor des Journals lag im Jahr 2014 bei 41,514. Nach der Statistik des ISI Web of Knowledge wird das Journal mit diesem Impact Factor in der Kategorie Biotechnologie und angewandte Mikrobiologie an erster Stelle von 162 Zeitschriften geführt.
Herausgeber ist Andrew Marshall, der hauptberuflich für die Zeitschrift arbeitet.